# Chung Kyung-wha
Dans ce nom coréen, le nom de famille, Chung, précède le nom personnel.
Pour les articles homonymes, voir Chung.
Chung Kyung-wha (hangul : 정경화 ; hanja : 鄭京和) est une violoniste sud-coréenne née le 26 mars 1948 à Séoul.

## Carrière
Chung Kyung-wha a commencé le piano à l'âge de trois ans, cependant, elle change d'instrument à cinq ans, en commençant le violon. Elle étudie à la célèbre Juilliard School, avec le professeur Ivan Galamian puis en Europe avec Joseph Szigeti.
Elle a travaillé avec plusieurs grands orchestres, comme l'orchestre philharmonique de Berlin, le Philharmonique de Vienne, l'orchestre symphonique de Londres, l'orchestre de Philadelphie, l'orchestre symphonique de Chicago et l'orchestre symphonique de Boston. Elle a ainsi travaillé avec des chefs d'orchestre renommés, tels que Georg Solti, André Previn, Simon Rattle, Claudio Abbado, Charles Dutoit et Riccardo Muti.
Elle a joué en duo avec les pianistes Radu Lupu, Krystian Zimerman, Peter Frankl, Stephen Kovacevich, et son jeune frère Myung-Whun Chung. Elle joue d'ailleurs au sein du Trio Chung, avec son frère au piano et leur sœur aînée Myung-Wha Chung au violoncelle. Son répertoire comprend les concertos de Beethoven et Tchaïkovski à Alban Berg, et elle a enregistré plusieurs sonates comme celles de Johannes Brahms, César Franck et Claude Debussy, Ottorino Respighi et Richard Strauss (avec Krystian Zimerman, un enregistrement qui a reçu le Gramophone Award de musique de chambre).

## Discographie sélective
- Saint-Saëns : Concerto pour violon no 3 ; Vieuxtemps : Concerto pour violon no 5 - London Symphony Orchestra, dir. Lawrence Foster (CD Decca 1976)
- Saint-Saëns : Introduction et Rondo capricioso, Havanaise ; Ravel : Tzigane ; Chausson : Poème, Kyung Wha Chung, violon - London Philarmonic Orchestra, dir. Charles Dutoit (CD Decca 1979)
- Saint-Saëns : Concerto pour violon no 1 ; Lalo : Symphonie espagnole, Kyung Wha Chung, violon - Orchestre Symphonique de Montréal, dir. Charles Dutoit (CD Decca 1981)
- Alban Berg : Concerto pour violon ; Bartók : Concerto pour violon no 1 - Chicago Symphony Orchestra, dir. Georg Solti (CD Decca 1984)